# Jackie Brown
Jackie Brown es una película de 1997 escrita y dirigida por Quentin Tarantino basada en la novela Rum Punch (Cóctel explosivo, 1992) de Elmore Leonard. La protagonizan Pam Grier, Robert Forster, Robert De Niro, Samuel L. Jackson, Bridget Fonda y Michael Keaton. Fue la tercera película de Tarantino después de su éxito tras Reservoir Dogs (1992) y Pulp Fiction (1994).
El filme se inspira en el llamado género cinematográfico "Blaxploitation" tanto como Reservoir Dog, Pulp Fiction y Kill Bill.
Criticada por algunos seguidores de Tarantino, ya que es un estilo muy diferente al de sus dos filmes anteriores; esta cuenta una historia no tan violenta, tiene una narración más clásica y relajada y la sangre no es tan abundante. Sin embargo, fue bien recibida por la crítica especializada. Tarantino extrajo los diálogos del libro de Elmore Leonard casi iguales (otra razón del disgusto de sus fanes: los diálogos tienen diferente estructura).

## Sinopsis
Verano de 1995. Jackie Brown, una azafata de la ínfima aerolínea mexicana Cabo Air, de mediana edad y con problemas económicos, llega a fin de mes pasando dinero de México a los Estados Unidos para Ordell Robbie, un traficante de armas viviendo en Los Ángeles, que vende armas a los carteles mexicanos de la droga.
Ordell está bajo la vigilancia de la ATF, por lo que utiliza mensajeros para mover el contrabando de armas y dinero. Cuando arrestan a otro mensajero que trabaja para él, Beaumont Livingston, joven, inexperto y que podría convertirse en un informante de la policía, Ordell asume que Livingston se convertirá en un informador para evitar la cárcel, logrando un acuerdo de cooperación con la policía para reducir su condena. Ordell arregla una fianza de $ 10,000 con un fiador, el abogado Max Cherry, luego atrae esa noche a Livingston para que lo ayude en un supuesto trabajo de venta de armas, lo mete al maletero de su auto y lo mata a tiros.
Actuando sobre la base de la información que Livingston ya había compartido anteriormente cuando fue detenido, el agente de la ATF Ray Nicolette y el detective del Departamento de Policía de Los Ángeles, Mark Dargus, interceptan a la azafata Jackie cuando regresa a los Estados Unidos con el dinero en efectivo de Ordell por la venta de armas y una bolsa de cocaína (aunque Jackie no sabía que la cocaína estaba escondida en su equipaje).
La envían a la cárcel del condado, lo que alerta a Ordell de que también podría convertirse en informadora policial. Habiendo recibido el pago de Ordell, el abogado Max saca a Jackie de la cárcel y se siente atraído por ella. Ordell llega a la casa de Jackie para matarla, pero ella saca un arma que tomó del auto de Max. Ella negocia un trato con Ordell mediante el cual pretende ayudar a las autoridades mientras contrabandea $ 550,000 del dinero de Ordell, suficiente para asegurarse un buen retiro.
Para este plan, Ordell confía en Melanie Ralston, una playera adicta al crack con quien vive, y Louis Gara, un cansado excompañero de celda. Sin darse cuenta del plan de Jackie y Ordell de contrabandear los $ 550,000, Nicolette y Dargus idean un plan para atrapar a Ordell durante una transferencia de $ 50,000. Sin que todos lo sepan, Jackie planea traicionar a todos y quedarse con los $ 500,000 para ella. Jackie recluta al abogado Max para que la ayude y le ofrece una parte.
El día del traslado, Jackie entra en el vestidor de una tienda de ropa en unos grandes almacenes para probarse un traje. Ella le ha dicho a Ordell que intercambiará bolsas allí con Melanie, supuestamente pasando los $ 550,000 bajo las narices de Nicolette, a quien le han dicho que el intercambio tendrá lugar en el patio de comidas. En cambio, la bolsa que le da a Melanie contiene solo $ 50,000 y deja el resto en el vestidor para que el abogado Max lo recoja después. Jackie finge desesperación ante Nicolette y Dargus, alegando que Melanie tomó todo el dinero y salió corriendo.
En el estacionamiento, Melanie se burla de Louis porque no encuentra dónde aparcó el coche hasta que este pierde los estribos, le dispara y la mata. Louis le confiesa esto a Ordell cuando llega para recogerlos, quien se desespera al descubrir que falta la mayor parte del dinero y luego se da cuenta de que Jackie es la culpable. Cuando Louis y Ordell tienen una acalorada discusión acerca de que Louis vio a Max en la tienda pero no le dio importancia, Ordell mata a Louis y se va con la bolsa. Ordell vuelve su ira hacia el abogado Max, quien le dice que Jackie está asustada y esperando en la oficina de Max para entregar el dinero. Ordell entra siguiendo a Max a punta de pistola en la oficina a oscuras, y ve que Jackie está aquí, pero Nicolette salta de su escondite y mata a Ordell.
La ATF retira los cargos penales contra Jackie por su cooperación para resolver el caso. Ahora libre, en posesión del dinero restante de Ordell y su coche, Jackie planea un viaje a Madrid, pero el abogado Max rechaza la invitación de Jackie para unirse a ella. Se despiden con un beso y ella se va mientras él atiende una llamada telefónica. Max corta la llamada mientras Jackie se aleja.

## Reparto
- Pam Grier como Jackie Brown
- Samuel L. Jackson como Ordell Robbie
- Robert Forster como Max Cherry
- Bridget Fonda como Melanie Ralston
- Michael Keaton como Ray Nicolette
- Robert De Niro como Louis Gara
- Michael Bowen como Detective Mark Dargus
- Chris Tucker como Beaumont Livingston
- Lisa Gay Hamilton como Sheronda
- Tommy "Tiny" Lister Jr. como Winston
- Hattie Winston como Simone
- Sid Haig como el juez
- Aimee Graham como Amy, la dependienta de la tienda de ropa
- Diana Uribe como Anita Lopez
- Gillian Iliana Waters como Mossberg 500 Tammy Jo

### Selección del reparto
Pam Grier fue la primera opción para el papel de Jackie Brown. Grier audicionó pero no obtuvo el papel de Jody en Pulp Fiction. Robert Forster, quien interpreta a Max Cherry, había audicionado sin éxito para un papel en Reservoir Dogs años atrás. Los veteranos Paul Newman, Gene Hackman y John Saxon fueron opciones para el papel. Finalmente, Forster recibió personalmente el libreto por parte de Tarantino. Sylvester Stallone rechazó el papel de Louis Gara. John Travolta fue opción para interpretar a Ray Nicolette. Christina Applegate fue considerada para el papel de Melanie.